# Hayfa Sdiri
Hayfa Sdiri (àrab: هيفاء سديري, Hayfāʾ Sdīrī) (1997) és una empresària, activista i blocaire tunisiana. Quan tenia 19 anys va fundar Entr@crush, una plataforma en línia que incentiva i ajuda mitjançant donacions a formar noves generacions d'empresaris.

## Biografia
Després d'obtenir el batxillerat en ciències expérimentals al liceu pilot Bourguiba de Tunís el 2016, se'n va anar cap a la capital de França per a estudiar ciències aplicades, administració de negocis i gestió a la Universitat Paris-Dauphine.
Al cap de dos anys, va formar part de l'empresa emergent alemanya Think.iT i alhora del Programa de les Nacions Unides per al Desenvolupament, en el qual va intervenir com a voluntària de les Nacions Unides en tallers que volen sensibilitzar els jovent als objectius de desenvolupament sostenible i a llur rol d'artesans del canvi. També va redactar aleshores notes conceptuals i documents oficials. Alhora es dedic a treballar sobre diverses iniciatives relatives a la igualtat de gènere tot mirant de promoure la participació de les generacions joves en l'elaboració de les polítiques i a enfortir el potencial de les dones per tal d'ocupar posicions decisionals en diversos àmbits polític i financer.
El 19 d'octubre del 2019, la jove activista va figurar a la llista de les 100 dones més influents de l'any que publica la BBC anualment.